# Gömöri János
Gömöri János (Heves, 1944. március 15. –) magyar régész. Behatóan foglalkozik a különböző korszakok (kézműves)iparának régészetével, ezen belül a vaskohászat-történeti/régészeti (archeometallurgiai) lelőhelyek feltárásaival és rendszerezésével. 1968 és 2006 között főleg középkori és római kori lelőhelyek műemlékes ásatásait irányította. 2007-től a Scarbantia Régészeti Park  Alapítvány fenntartásában működtetett „Scarbantia Fóruma Régészeti Kiállítóhely” vezetője. Hevesi földműves családba született. Édesapja Gömöri János. Édesanyja Merczel Margit. A hevesi Általános Iskolába járt, majd a Jászapá0ti Mészáros Lőrinc Gimnázium tanulója volt. Az 1964/65-ös tanévtől Budapesten az Eötvös Loránd Tudományegyetem hallgatója, Eötvös-kollégista volt. Szakdolgozatát László Gyula (történész)-régész professzorhoz írta a Magyar Nemzeti Múzeum mezőgazdasági vaseszközeiről. Hallgatta Bóna István népvándorlás koros és Mócsy András professzorok római koros előadásait is. 1969-ben az Eötvös Loránd Tudományegyetemen régész-muzeológus és történelem szakos középiskolai tanári diplomát szerzett. muzeológiai-régészeti szakmai gyakorlatát a Magyar_Nemzeti_Múzeum Középkori Osztályán végezte.1968-1970 között a Magyar Nemzeti Múzeum Rákóczi Múzeumának régésze Sárospatakon, ahol a műemlékes vár- és templomásatásokat vezette. Dunántúli tervásatásain (az 1970-es, 1980-as években) elsőként azonosított hazai avarkori-, illetve IX. századi vaskohászati centrumokat (Tarjánpuszta, Zamárdi, illetve Nemeskér). Az ETLE Régészeti Tanszékén 2002-ben külső előadóként kohászatrégészeti szemináriumot tartott. 2011-2013 között külső egyetemi előadó volt a Szegedi Tudományegyetem Régészeti Tanszékén, ahol iparrégészeti, kohászatrégészeti szemináriumokat vezetett. 1989-ben egyik előadója volt a Centro-Universitario-Europeo-per-i-Beni-Culturali-Ravello (Olaszország) nyári intenzív archeometallurgiai (vaskohászat-régészeti) kurzusának . 1993-ban és 1994-ben Sopronban nyári ásatási diáktáborokat vezetett, hazai és felvidéki (szlovákiai magyar) középiskolás diákok részételével, ahol az eredeti minta szerint épített kohóban kísérleti vasolvasztásokat is végeztek. Ehhez eredeti 10. századi vasolvasztókemencéket tártak fel Sopron mellett és vasércet bányásztak Kópháza közelében. Más hazai és külföldi kísérleti vasolvasztásokon is részt vett. 2010-ben a Magyar Műszaki és Közlekedési Múzeum Központi Kohászati Múzeuma  által, Újmassán szervezett vaskohászat-kísérleti, nyári diáktábor egyik vezetője volt.  
1997. május 26-án védte meg az "Az avar kori és az Árpád-kori vaskohászat Pannóniában” c. kandidátusi értekezését a Magyar Tudományos Akadémián. A disszertációt – bővített  változatban – az általa szerkesztett kötetben, 2000-ben adta közre.   A Comité pour la Sidérurgie Ancienne de l'Union Internationale des Sciences Prehistoriques et Protohistoriques (az UNESCO vaskohászat-történeti tagszervezetének) tagja.  Alapító elnöke a Scarbantia Társaságnak. 1980 és 2021-között titkára, több évtizedig elnöke a Magyar Tudományos Akadémia Veszprémi Területi Bizottsága Iparrégészeti és Archeometriai munkabizottságának. Főszerkesztője a iparrégészeti honlapnak. Tagja, majd elnöke volt az MTA VEAB Soproni Tudós Társaság Régészeti és Műemléki Szakbizottságának.  Az 1990-es években három akadémiai cikluson keresztül tagja volt a Magyar Tudományos Akadémia Régészeti Bizottságának.Tag a Magyar Régészeti és Művészettörténeti Társulatban, illetve 2008-ig a Választmányában. A Magyar Régész Szövetség alapító tagja. Tag a Soproni Szemle  szerkesztőbizottságában.                                                                                                                                                                                                               1994-ben kezdeményezője és alapító tagja, 2021-ig titkára a Scarbantia Régészeti Park Alapítvány kuratóriumának. Tag az ICOMOS Régészeti Műemlékhelyek Nemzeti Bizottságában.  Kitüntetések: 1976 ban Sopron Város Tanácsa Csatkai díjban, 1984-ben az Országos Magyar Bányászati és Kohászati Egyesület cikk-nívódíjban részesítette 1980-as évek eleje, Szocialista Kultúráért, a Kulturális Minisztériumtól; 1987-ben a Magyar Régészeti és Művészettörténeti Társulat Közgyűlése Kuzsinszky Bálint Emlékérmet adományozott a soproni (scarbantiai) fórum helyének meghatározásáért, publikálásáért és az iparrégészeti kutatások szervezéséért; 1992-ben Barkóczi-díj, Győr-Moson-Sopron Megye szakmai díja; 1996-ban Sopron Kultúrájáért kitüntetés a Város Közgyűlésétől; 2017-ben: Schönvisner István-díj. A Miniszterelnökség régészeti szakmai díja; 2023-ban Sopron Megyei Jogú Város közgyűlése Pro Urbe Sopron díjat adományozott részére.                                                                        Művei (válogatás)
- 2019 Régészeti emlékek. In: Soproni Tájvédelmi Körzet: monografikus tanulmányok a Soproni-hegység természeti és kulturális értékeiről. (Szerk. Kárpáti László). Budapest, Szaktudás könyvkiadó 2019, 247-265. (Könyvfejezet)
- 2018 J. Gömöri – E. Melis – V. Kiss: A Cemetery of the Gáta–Wieselburg Culture at Nagycenk (Western Hungary). Acta Archaeologica Academiae Scientiarum Hungaricae 69 (2018) 5–82.
- 2017 Pergőfúrók lendkerekei az Egyházasfalu melletti korai középkori vasolvasztó telep helyén / Flywheels for pump drills on the site of an early medieval iron-smelting settlement near Egyházasfalu (Győr-Moson-Sopron County) In: Mesterségek és műhelyek a középkori és koraújkori Magyarországon. Tanulmányok Holl Imre emlékére. Crafts and workshps in Hungary Budapest, 2017, 255-268
- 2016 J. Gömöri: "Albrecht JOCKENHÖVEL (Hrsg.), Mittelalterliche Eisengewinnung im Märkischen Sauerland. Archäometallurgische Untersuchungen zu den Anfängen der Hochofentechnologie in Europa (MBA 7, 2013)". A review in: GERMANIA, Jahrg. 94, (2016), 1-2 Halbband, 417 – 420. (Könyvismertetés)
- 2016 A Tárkány helynevekről régészeti megközelítésben. An archaeological perspective on the Tárkány (tarkhan) toponyms. In: Népek és kultúrák a Kárpát-medencében. Tanulmányok Mesterházy Károly tiszteletére. Főszerkesztő: Kovács László–Révész László. Budapest 2016, 439–460.
- 2013 Gömöri János: Scarbantia maradványai a soproni Fő téren és körzetében. Régészeti kutatások 1971 és 2003 között. Die Überreste der römischen Scarbantia im Areal des Hauptplatzes zu Sopron (Ödenburg). Archäologische Forschungen zwischen 1971 und 2003. In: (Szentesi Edit – Mentényi Klára – Simon Anna ed.) Kő kövön / Stein auf Stein. Festschrift für Ferenc Dávid. Budapest 2013, 213 – 224.
- 2012 „Archäologische Fundstellen am Südufer der Neusiedler Sees, bis 2012” (von J. Gömöri) und „Archäologie der Neusiedler Sees” (von H. Herdits). In: Monographische Studien über das Gebiet Neusiedler See und Hanság (Editors: J. Fally und L. Kárpáti), Budapest 2012, 272 – 293. (Könyvfejezet)
- 2012 The legacy of 9th century craftsmen in the Carpathian Basin. In: Szulovszky, János (szerk.) The History of Handicraft in Hungary. Budapest, Magyarország: Magyar Kereskedelmi és Iparkamara (2012) 180 p. pp. 15-22. , 8 p.
- 2010 Gömöri János: Ein Grab der Osthallstattkultur mit Kultwagen aus Fertõendréd (Kom. Sopron, Ungarn). In: Nord-Süd, Ost-WestKontakte während der Eisenzeit in Europa. Akten der Internationalen Tagungen der AG Eisenzeit in Hamburg und Sopron 2002. (Herausgegeben von Erzsébet Jerem, Martin Schönfelder und Günther Wieland), Budapest 2010, 61-75.
- 2007 A nyugati határvidék sáncvárairól, különös tekintettel Sopronra. Über die frühen Burgwälle des westlichen Grenzgebietes des mittelalterlichen Ungarns, mit besonderem Hinblick auf Sopron. A Castrum Bene Egyesület 13. vándorgyűlésének előadásai. Korai várépítészet a Nyugat-Dunántúlon. Referate auf der 13. Wanderversammlung des Vereins Castrum Bene. Die frühe Burgarchitektur im vestlichen Transdanubien. Kőszeg 2007. május 11-13. Savaria a Vas megyei Múzeumok Értesítője.31(2) (2007).187-216.
- 2002 Castrum Supron. Sopron vára és környéke az Árpád-korban. Sopron 2002. Summary: Castrum Supron. The Castle of Sopron and its County in the Árpád-age (11th – 13th cent. A. D.) pp. 239 – 248. Zusammenfassung: Castrum Supron. Die Burg von Sopron (Ödenburg) in der Árpádenzeit. pp. 249 – 267. Sopron, Magyarország : Hillebrand Nyomda (2002) 288 p. (Könyv) ISBN 9632065212 (https://adt.arcanum.com/hu/view/ScarbantiaTarsasagKiadvanyai_04/?pg=0&layout=s
- 2001 Adatok a hevesi vár kérdéséhez. In: Tanulmányok Hevesről (szerk.: Petercsák Tivadar és Szabó J. József). Heves 2001. 31-56.
- 2000 Az avar kori és Árpád-kori vaskohászat régészeti emlékei Pannóniában. Magyarország iparrégészeti lelőhely-katasztere I. Vasművesség. The Archaeometallurgical Sites in Pannonia from the Avar and Early Árpád Pariod. Register of industrial archaeological sites in Hungary I. Ironworking. Sopron, Magyarország, Hillebrand Nyomda (2000) , 373 p. (Könyv) ISBN 9630055228 OSZK https://adt.arcanum.com/hu/view/MTAVEABIparregSor_04/?pg=0&layout=s
- 1988 "Das Langobardische Fürstengrab" aus Veszkény. in: Die Völkerwanderungszeit im Karpatenbecken. Anzeiger des Germanischen Nationalmuseums Nürnberg 1988. 105-119.
- 2000 Az avar kori és X-XI. századi vaskohászat régészeti emlékei Somogy megyében SOMOGYI MÚZEUMOK KÖZLEMÉNYEI (1973-2004) 14 pp. 163-218. , 56 p. (2000)
- 1980 Frühmittelalterliche Eisenschmelzöfen von Tarjánpuszta und Nemeskér. ActaArchHung 32(1980) 317-343.
- 1999 Gömöri, János (szerk.): Landscapes and Monuments along the Amber Road, International Symposium Sopron – Eisenstadt 15-18th October, 1995; A Borostyánkő út tájai és emlékei. Sopron, Magyarország : Scarbantia Társaság (1999), 138 p. https://adt.arcanum.com/hu/view/ScarbantiaTarsasagKiadvanyai_03/?pg=0&layout=s ISBN 9630379074 OSZK
- 1996 10. századi vasolvasztó műhely Somogyfajszon BÁNYÁSZATI ÉS KOHÁSZATI LAPOK-KOHÁSZAT 129 7-8 pp.; 270-279. , 10 p. (1996)
- Jegyzetek

1. ↑  https://archeoindustrysites.com/sites/default/files/pdf/iparregeszeti-kutatasok-szervezese-a-soproni-liszt-ferenc-muzeumbol-mollay-karoly-prosszor-irasa.pdf
2. ↑  https://forum.scarbantia.com/ https://www.academia.edu/31634067/G%C3%B6m%C3%B6ri_J%C3%A1nos_A_Scarbantia_R%C3%A9g%C3%A9szeti_Park_Sopron_The_Scarbantia_Archaeological_Park_in_Sopron_In_R%C3%A9g%C3%A9szeti_Parkok_Magyarorsz%C3%A1gon_Archaeological_Parks_in_Hungary_Tudom%C3%A1nyos_konferencia_%C3%A9s_bemutat%C3%B3_napok_Buda%C3%B6rs_2007_m%C3%A1jus_24_26_Szerk_Edited_by_Mester_Edit_Buda%C3%B6rs_2008_71_78/
3. ↑  https://forum.scarbantia.com/ https://forum.scarbantia.com/
4. ↑  https://rakoczimuzeum.hu/hu/
5. ↑  https://www.academia.edu/12075358/Communication_44_1989, p. 675-677
6. ↑  https://hu.wikipedia.org/wiki/Koh%C3%A1szati_M%C3%BAzeum
7. ↑  http://www.bucavasgyuro.net/data/esemenyek/2010_Ujmassa.jpg
8. ↑  https://adt.arcanum.com/hu/view/MTAVEABIparregSor_04/?pg=0&layout=s
9. ↑  https://independent.academia.edu/CPSA
10. ↑  https://www.academia.edu/28812607/Radom%C3%ADr_Pleiner_1929_2015_A_celebration_of_his_life_and_work, p. 10-11: R. Pleiner in Hungary
11. ↑  https://www.scarbantia.com/
12. ↑  https://tab.mta.hu/veszpremi-teruleti-bizottsag
13. ↑  https://hu.wikipedia.org/wiki/Soproni_Szemle
14. ↑  https://archeoindustrysites.com/sites/default/files/pdf/szakony-bekasto-vaskohaszat-regeszeti-hirek-az-orszagos-banyaszati-es-kohaszati-egyesulet.pdf.
15. ↑  https://www.facebook.com/photo/?fbid=853457180121254&set=a.481360847330891&locale=hu_HU/
16. ↑  https://m2.mtmt.hu/gui2/?type=authors&mode=browse&sel=10009765

Források:
- https://mek.oszk.hu/02100/02185/html/1340.html A régészet elágazásai és segédtudományainak eredményei„
- moeri-70/ https://mrmt.blog.hu/2014/03/12/tudomanyosj”
- https://sopronimuzeum.hu/2014/02/12/goem_konferencia_dr_gomori_janos_regesz_70_szuletesnapjanak_tiszteletere
- https://volksgruppen.orf.at/v2/magyarok/stories/2635817/
- Kubinszky Mihály: http://cyberpress.sopron.hu/article.php?id=7047
- Mollay Károly: https://archeoindustrysites.com/sites/default/files/pdf/iparregeszeti-kutatasok-szervezese-a-soproni-liszt-ferenc-m0uzeumbol-mollay-karoly-prosszor-irasa.pdf
- Sopron TV 20170324 Mozaik https://www.youtube.com/watch?v=pTrBMrBQZuc